# Давидович, Владимир Георгиевич
Владимир Георгиевич Давидович (27 сентября 1906, Жмеринка — 21 декабря 1978, Москва) — советский инженер-экономист и географ-урбанист. Доктор экономических наук, профессор. Участник Великой Отечественной войны.

## Биография
Родился в Жмеринке 27 сентября 1906 года в семье учителей, окончил Ленинградский политехнический институт (1930) по специальности инженер-экономист. После этого участвовал в работе ряда проектных организаций Северного Кавказа и Ленинграда, занимавшихся выбором площадок для промпредприятий, строительством жилых микрорайонов в городах Урала и Сибири. Параллельно Давидович преподавал в Ленинградском институте гражданских инженеров.
В 1937 году переехал в Москву, начал работать в Московском институте инженеров коммунального строительства. Во время войны в 1941—44 был мобилизован, принимал участие в боевых действиях, создании укреплений. Затем вернулся в институт инженеров коммунального строительства.
С 1947 года до конца жизни работал в Московском инженерно-экономическом институте (с 1975 — Московский институт управления). В 1956 году защитил докторскую диссертацию на тему «Расселение в промышленных узлах». Участвовал в подготовке нескольких томов сборников научных статей серии «Вопросы географии».
Жил в Москве по адресу: Садовая-Самотёчная улица, дом 5.

## Вклад в науку
Владимир Давидович был в большей степени практиком, нежели теоретиком, вся его деятельность была подчинена решению насущных задач того или иного периода жизни страны. Так основной массив работ Давидовича в 1930-50-е годы посвящён проблемам планировки и территориального развития промышленных городов, поискам оптимального инфраструктурного оформления советской индустриализации. В 1960-е годы, на волне интереса к агломерационным исследованиям в мировой урбанистике, Давидович участвует в разработке концепции городов-спутников. В начале 1970-х годов становится одним из основателей каркасно-сетевого подхода к городским сетям и агломерациям, нового направления советской геоурбанистики.

## Основные работы
- Вопросы планировки новых городов. Л., 1934.
- Планировка городов (инженерно-экономические основы): Учеб. пособие ин-тов коммунального строительства. М., 1947.
- Планировка городов, М.-Л., 1947; 2-е изд., М., 1964
- Вопросы экономики градостроительства в СССР. 1954.
- Расселение в промышленных узлах. М., 1960.
- Планировка городов и районов. М., 1964
- Давидович В. Г., Чижикова Т. А. Александр Иваницкий. — М.: Стройиздат, 1973. — 120 с. — (Мастера архитектуры). — 7000 экз. (в пер.)